# 2-ニトロベンゼンスルホニル基

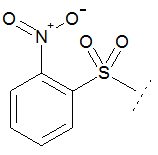
2-ニトロベンゼンスルホニル基

2-ニトロベンゼンスルホニル基（2-ニトロベンゼンスルホニルき）は、有機合成化学において用いられるアミノ基の保護基の一つ。スルホンアミド型の構造を有する。o-O2N-C6H4SO2-の構造を持つ。福山透らによって開発された。ノシル基（nosyl）、Nsと略されることが多い。

## 特徴

### 合成
一級・二級アミンに対し、ピリジンなどの塩基存在下で、2-ニトロベンゼンスルホニルクロリドを作用させることで合成できる。

### 脱保護
炭酸カリウムやトリエチルアミンなどの弱塩基存在下、チオールを作用させることで脱離できる。チオールとしてはチオフェノールがよく使われるが、これは悪臭を持つため1-ドデカンチオールなどの低臭チオールで代用することも可能である。
脱離の機構としては、ソフトなアニオンであるRS-がノシル基のベンゼン環を攻撃し、マイゼンハイマー錯体を経由してこれが分解し、二酸化硫黄を放出しつつアミンが遊離されるものと考えられている。

## 選択性
ノシル基を脱離する条件で、Boc基・Z基・アリルオキシカルボニル基・シリルエーテル・p-メトキシベンジル基・アセタール系保護基などは安定であり、これらの保護基存在下でも選択的にノシル基だけを切断することが可能である。
また、Z基やベンジル基を脱保護する条件（接触還元）ではノシル基内のニトロ基が還元されてしまうが、酸性や塩基性など、その他の保護基の切断条件に対してはほとんど安定である。このため保護基として非常に有用性が高い。

## アルキル化
一級アミンをノシル化した誘導体o-O2N-C6H4SO2-NH-Rは、ニトロ基やスルホニル基の電子求引性により窒素についた水素原子の酸性が高まっている。このためハロゲン化アルキル-炭酸カリウム、光延反応などの条件で容易にアルキル化を受ける。ここでノシル基を切断すれば、収率よく二級アミンが得られる。他の方法では三級アミンができやすいため、この方法は二級アミン合成法として有用である。

## 類縁保護基
4-ニトロベンゼンスルホニル基は、ほぼ同様の反応性を持つ。ただし2-ニトロベンゼンスルホニル基の方が遥かに安価であるため、こちらが使われることが多い。2,4-ジニトロベンゼンスルホニル基は、チオールだけでなくアミン類によっても脱離が可能である。ただし安定性に欠けるため扱いにくく、長いステップの保護には向かない。